# يورغن بيلكي
يورغن بيلكي (بالدنماركية: Jørgen Bielke)‏ هو قاضي دنماركي، ولد في 2 يونيو 1621، وتوفي في 17 يونيو 1696.